# Pitivi

Antiguo logo de Pitivi

Pitivi es un editor de vídeo no lineal libre, publicado bajo la licencia LGPL. Es desarrollado por el proyecto GNOME, con soporte también disponible de Collabora, y la comunidad del Software Libre. 
Pitivi está diseñado para ser el software de edición de video predeterminado para el entorno de escritorio GNOME. Tiene licencia según los términos de la Licencia pública general reducida de GNU. Actualmente Pitivi solo se encuentra disponible para los sistemas operativos Linux y macOS.

## Historia
Edward Hervey comenzó a trabajar en Pitivi en 2004 como un proyecto de fin de estudios. Escrito inicialmente en C, el código base de Pitivi fue reescrito en Python dieciocho meses después.
Después de graduarse, Edward fue contratado por Fluendo para trabajar en GStreamer por los siguientes dos años, después de los cuales fundaría la división multimedia de Collabora para mejorar Pitivi, GStreamer y los complementos GNonlin. Desde entonces, Collabora contrató a dos empleados adicionales para ayudar en el desarrollo de Pitivi.
En abril de 2010, con el lanzamiento de Ubuntu 10.04 Lucid Lynx, Pitivi 0.13.4 se convirtió en el primer editor de vídeo incluido como parte del disco de Ubuntu; sin embargo, a partir de la versión 11.10 de Ubuntu será eliminado del disco, como resultado de su «pobre recepción por parte del usuario» y su «falta de madurez de desarrollo».

## Características
Pitivi obtiene sus capacidades de renderizado, importación y exportación del framework GStreamer, y posee capacidades básicas de edición, como cortar, enlazar, unir y separar clips.
Pitivi carece de efectos de vídeo, así que el equipo contrató, en el marco de Google Summer of Code, a un estudiante para que «permitiera a los usuarios de Pitivi añadir efectos a los vídeos que están editando».